# Mikołaj Stanisław Epstein
Mikołaj Stanisław Epstein (ur. 16 maja 1831 w Warszawie, zm. 3 marca 1902 we Lwowie) – polski poeta żydowskiego pochodzenia.
Urodził się jako syn Hermana Epsteina i Eleonory Glücksberg, wnuk Jakuba Epsteina. Był właścicielem dóbr. Wziął udział w powstaniu styczniowym 1863, za co został wyrokiem z 26 czerwca 1863 pozbawiony praw publicznych i zesłany na Syberię. Przebywał w Irkucku. Po powrocie z zesłania osiadł we Lwowie i tam oddał się działalności artystycznej. Był poetą i literatem, prowadził salon literacki. Przyjął chrześcijaństwo.
Był dwukrotnie żonaty. Po raz pierwszy z Władysławą Włodzimierą Frankowską, z którą się rozwiódł. Po raz drugi ożenił się z Łucją Szypowałow-Poklewską. Z pierwszego małżeństwa miał troje dzieci: Jadwigę Anielę (1855–1931), Helenę Marię (ur. 1857) i Wacława Kazimierza (1858–1910), zaś z drugiego dwoje: Władysława Hermana (ur. 1870) i Reginę Sewerynę (1871–1933).
W ostatnich latach życia wskutek choroby przebywał w domu, zmarł 3 marca 1902 we Lwowie. Został pochowany na Cmentarzu Łyczakowskim we Lwowie.